# گواهی‌نامه ازدواج
گواهی‌نامه ازدواج طرحی است که محمود احمدی‌نژاد آن را در آذر ماه ۱۳۸۷ مطرح کرد. در این طرح سامانه الکترونیک ازدواج به نام «ساج» در نظر گرفته شده که افراد با گذارندن دوره‌ای آموزشی گواهی‌نامه ازدواج دریافت می‌کنند این دوره حدود سه ماه است. رئیس سازمان جوانان استان تهران در سال ۱۳۸۸ اعلام کرد که: 
به دنبال این هستیم که تا ۲ سال آینده اگر پسری به خواستگاری دختری رفت، دخترخانم «به شرطی» جواب بدهد که خواستگار این دوره‌ها را گذرانده باشد.